# Theo Zurenuoc
Theodore Zurenouc – papuański polityk, deputowany do Parlamentu Narodowego od 2007, minister edukacji w latach 2011–2012, przewodniczący Parlamentu Narodowego od 3 sierpnia 2012. Od 18 do 28 lutego 2017 pełniący obowiązki gubernatora generalnego Papui-Nowej Gwinei.

## Życiorys
Edukację rozpoczynał w mieście Finschhafen, a kontynuował w Sogeri National High School w Sogeri w Prowincji Centralnej. W latach 1983–1986 studiował księgowość na Uniwersytecie Technicznym Papui-Nowej Gwinei w Lae. 
W wyborach parlamentarnych w czerwcu i lipcu 2007 został po raz pierwszy wybrany w skład Parlamentu Narodowego jako kandydat niezależny z okręgu Finschhafen. W późniejszym czasie wstąpił w szeregi Ludowej Partii Postępu (People's Progress Party, PPP). 5 sierpnia 2011 został mianowany ministrem edukacji w rządzie premiera Petera O’Neilla, którym pozostał do 3 sierpnia 2012. 
W wyborach parlamentarnych w czerwcu i lipcu 2012 uzyskał reelekcję w tym samym  okręgu jako kandydat PPP. 3 sierpnia 2012 został wybranym przewodniczącym Parlamentu Narodowego. W maju 2015 opuścił szeregi PPP, wstępując jednocześnie do Ludowej Narodowej Partii Kongresowej (People's National Congress Party, PNCP). Po śmierci Micheala Ogio 18 lutego 2017, zgodnie z konstytucją przejął obowiązki gubernatora generalnego jako przewodniczący parlamentu.